# Ретрофит
Ретрофит, также ретрофитинг (англ. retrofit ['retrəufɪt] от retro- «ретро, назад во времени» + fit «приспосабливать») — модернизация, предусматривающая добавление новой технологии или её свойств к более старым системам.
- Ретрофит электростанции: модификация электростанции, предусматривающая повышенную эффективность / увеличение выхода электроэнергии / сокращение выбросов.
- Энергетический ретрофит зданий: улучшение существующих зданий, оборудованием повышенной эффективности энергопотребления.
- Сейсмический ретрофит: процесс укрепления более старых зданий, для придания повышенной стойкости землетрясениям
- Ретрофит холодильного оборудования (например кондиционеров): модернизация оборудования по замене озоноразрушающих фреонов на современные аналоги.
- Ретрофит автомобильной оптики: восстановление, модернизация оптики автомобилей, установка дополнительного оборудования с целью улучшению внешнего вида оптики или улучшение световых характеристик автомобиля.

## Преимущества ретрофита
- Экономия на капитальных расходах при введении новых технологий.
- Оптимизация существующих технологических компонентов.
- Адаптация технологии под новую или модифицированную продукцию.
- Улучшение параметров производства.
- Высокая вероятность наличия производственных запчастей.